# Никулеску, Анджело
А́нджело Никуле́ску (рум. Angelo Niculescu; 1 октября 1921, Крайова — 20 июня 2015, Бухарест) — румынский футболист и тренер. В Румынии его больше всего помнят как тренера национальной сборной на чемпионате мира 1970 года и за изобретение тактики «temporizare» («задержка»), при которой команда удерживает мяч на своей половине поля, а игроки используют множество коротких передач с одной стороны поля на другую, чтобы нарушить терпение соперника, когда тот выходит за пределы своей половины поля для прессинга. Это также считается ранней формой тики-таки. С помощью такой тактики Никулеску сумел вывести сборную Румынии на чемпионат мира спустя более чем 30 лет перерыва и одержать на турнире победу над Чехословакией.

## Игровая карьера
Анджело Никулеску родился 1 октября 1921 года в Крайове, Румыния, и начал играть в футбол в 1937 году в возрасте 15 лет во второй лиге Румынии в местном клубе «Ровинэ Гривица». В 1939 году он перешёл играть за соседнюю команду «Крайова», с которой выиграл чемпионат 1942/1943 годов, который не был признан Румынской футбольной федерацией, поскольку команды из Трансильвании не смогли принять участие из-за того, что территория была присоединена к Венгрии из-за Второго Венского арбитража. Во время Второй мировой войны его карьера была на некоторое время прервана, так как он был призван румынской армией на войну на Восточном фронте. В 1945 году Никулеску отправился играть за «Кармен» Бухарест, где оставался два года, а затем перешёл в другой бухарестский клуб «Чоканул», который через год объединился с «Кармен», сформировав «Динамо» Бухарест. В составе этого клуба Анджело выступал в течение следующих двух лет, в возрасте 29 лет завершив свою карьеру, по итогам которой он сыграл в общей сложности 93 матча в чемпионате Румынии и забил три гола.

## Тренерская карьера
Он был новатором футбола. Справедливый парень, достаточно строгий, человек справедливости. Самое главное, что он формировал людей. Ценных людей румынского футбола.

### Первый и второй период в «Динамо»
В 1952 году Анджело Никулеску начал тренерскую карьеру в молодёжном центре бухарестского «Динамо», через год перейдя на должность главного тренера взрослой команды. В 1955 году он помог клубу выиграть первый титул чемпиона Румынии в истории, кроме того, «Динамо» дошло до финала Кубка Румынии 1954 года, уступив со счётом 2:0 команде «Металул Решица». Никулеску возглавлял румынскую команду и в первом европейском матче в Кубке европейских чемпионов 1956/1957 годов против «Галатасарая», завершившемся победой со счётом 3:1, что помогло клубу выйти в следующий этап соревнований, в котором их выбил софийский ЦДНА. Румынский специалист покинул «Динамо» в 1957 году, но после двух непродолжительных пребываний в клубах «Стяуа» и «Тракторул» он вернулся в «Динамо» в 1964 году, сумев принести клубу ещё один титул чемпиона Румынии в сезоне 1964/1965, также Анджело провёл в общей сложности 16 матчей в европейских соревнованиях, все с бухарестской командой: 10 побед и 6 поражений. Одной из самых важных его европейских побед стала историческая победа со счётом 2:1 над миланским «Интером» Эленио Эрреры в розыгрыше Кубка европейских чемпионов 1965/1966 годов, причём итальянцы были победителями двух предыдущих сезонов соревнования. После игры он сказал: «Я рад, что „бетон“ Эрреры был сломан движением наших игроков на поле. При справедливом судействе мы бы выиграли ещё более явно». Однако ответный матч был проигран со счётом 2:0.

### Сборная Румынии
В 1967 году Никулеску был назначен тренером национальной сборной Румынии, дебютировав в домашнем матче отборочного турнира Евро-1968 против Италии со счётом 1:0. Он руководил национальной командой в успешной отборочной кампании чемпионата мира 1970 года, где она заняла первое место в группе с Грецией, Швейцарией и Португалией, и, таким образом, прошла квалификацию на финальный турнир после 32-летнего перерыва, где одержала победу со счётом 2:1 над Чехословакией, затем проиграла со счётом 1:0 действующему победителю чемпионата мира, сборной Англии, и со счётом 3:2 уступила одному из фаворитов мексиканского турнира — сборную Бразилии. Никулеску сильно критиковали за то, что он не использовал Николае Добрина ни в одной игре на чемпионате мира 1970 года, причины, по которым наставник не использовал его, неясны, но тот факт, что Добрин не сыграл, считается одним из самых противоречивых моментов в истории румынского футбола. Он также руководил национальной командой на отборочном турнире к Евро-1972, где она заняла первое место в группе, состоящей из Чехословакии, Уэльса и Финляндии, и сумела выйти в четвертьфинал турнира, где Румыния потерпела поражение от Венгрии, вышедшей в финальный турнир. Последняя игра Никулеску в качестве главного тренера сборной Румынии состоялась 29 октября 1972 года в домашнем матче отборочного турнира чемпионата мира 1974 года против Албании со счётом 2:0. В общей сложности он провёл 38 матчей, в которых одержал 12 побед, сыграл 17 ничьих и потерпел 9 поражений.

### «Спортул Студенцеск», «Политехника»
В 1973 году Анджело Никулеску стал тренером «Спортул Студенцеск» до 1977 года, затем он два года тренировал клуб «Политехника» Тимишоара, где в сезоне 1977/1978 был близок к победе в чемпионате, поскольку команда лидировала за три тура до конца сезона, но после поражения со счётом 4:2 от бухарестского «Динамо» они закончили чемпионат на 3-й позиции, отстав от чемпионов «Стяуа» на три очка.

### Третий период в составе «Динамо», «Бакэу», «Университатя» Клуж и «Оцелул»
С 1979 по 1980 год Никулеску в третий раз возглавил бухарестское «Динамо», затем он тренировал «Бакэу» в течение одного сезона, после чего работал в клужской команде «Университатя» два сезона. В первом сезоне команда вылетела во вторую лигу Румынии, и он завершил свою тренерскую карьеру в 1984 году после одного сезона, проведённого в «Олецуле», в общей сложности проведя 445 матчей в чемпионате Румынии, состоящих из 196 побед, 101 ничьей и 148 поражений.

### В Африке
После румынской революции 1989 года Никулеску отправился работать техническим директором в Тунис в «Клуб Африкен», приведя Илие Балача на должность главного тренера, и всего за один сезон, проведённый в клубе, они выиграли Лигу чемпионов КАФ, чемпионат Туниса и Кубок Туниса.
За то, что Никулеску представлял свою страну на чемпионате мира 1970 года, 25 марта 2008 года президент Румынии Траян Бэсеску наградил его орденом «Meritul Sportiv» (медалью «За спортивные заслуги») III степени.

### Инновационная тактика
Он известен в Румынии тем, что изобрёл тактику «temporizare» («задержка»), при которой команда удерживает мяч на своей половине поля, а игроки используют множество коротких передач с одной стороны поля на другую, чтобы нарушить терпение соперника, когда тот выходит за пределы своей половины поля для прессинга. Это также считается ранней формой тики-таки. С помощью такой тактики он сумел вывести Румынию на чемпионат мира спустя более чем 30 лет и одержать победу над Чехословакией. В 2011 году ФИФА назвала Никулеску изобретателем стиля игры тики-така, а в 2014 году то же самое сделал и УЕФА.

## Журналистика
В 1958 году Анджело Никулеску начал писать хроники, комментарии и анализы матчей в качестве журналиста газеты «Sportul popular». Он также написал два тома о футболе:
- Fotbal. Metode si mijloace de antrenament (Футбол. Методы и средства тренировок) — написано в соавторстве с Ионом В. Ионеску (1972).
- Corabia cu 11 pasageri (Корабль с 11 пассажирами) (1974)

## Личная жизнь
У него было четыре брата, и один из них, Жан Никулеску, был футболистом бухарестской «Олимпии». Анджело Никулеску умер 20 июня 2015 года в своей квартире в Бухаресте и был похоронен на военном кладбище Генча. Президент ФИФА Йозеф Блаттер сказал: «Примите мои соболезнования в связи со смертью бывшего игрока и тренера Анджело Никулеску. Его будут помнить за его вклад в румынский футбол, особенно как изобретателя стиля игры тики-така».

## Достижения

### В качестве тренера
«Динамо» Бухарест
- Чемпионат Румынии: 1955, 1964/1965[15]
- Финалист Кубка Румынии: 1954[16]